# Heinz-Theo Wagner

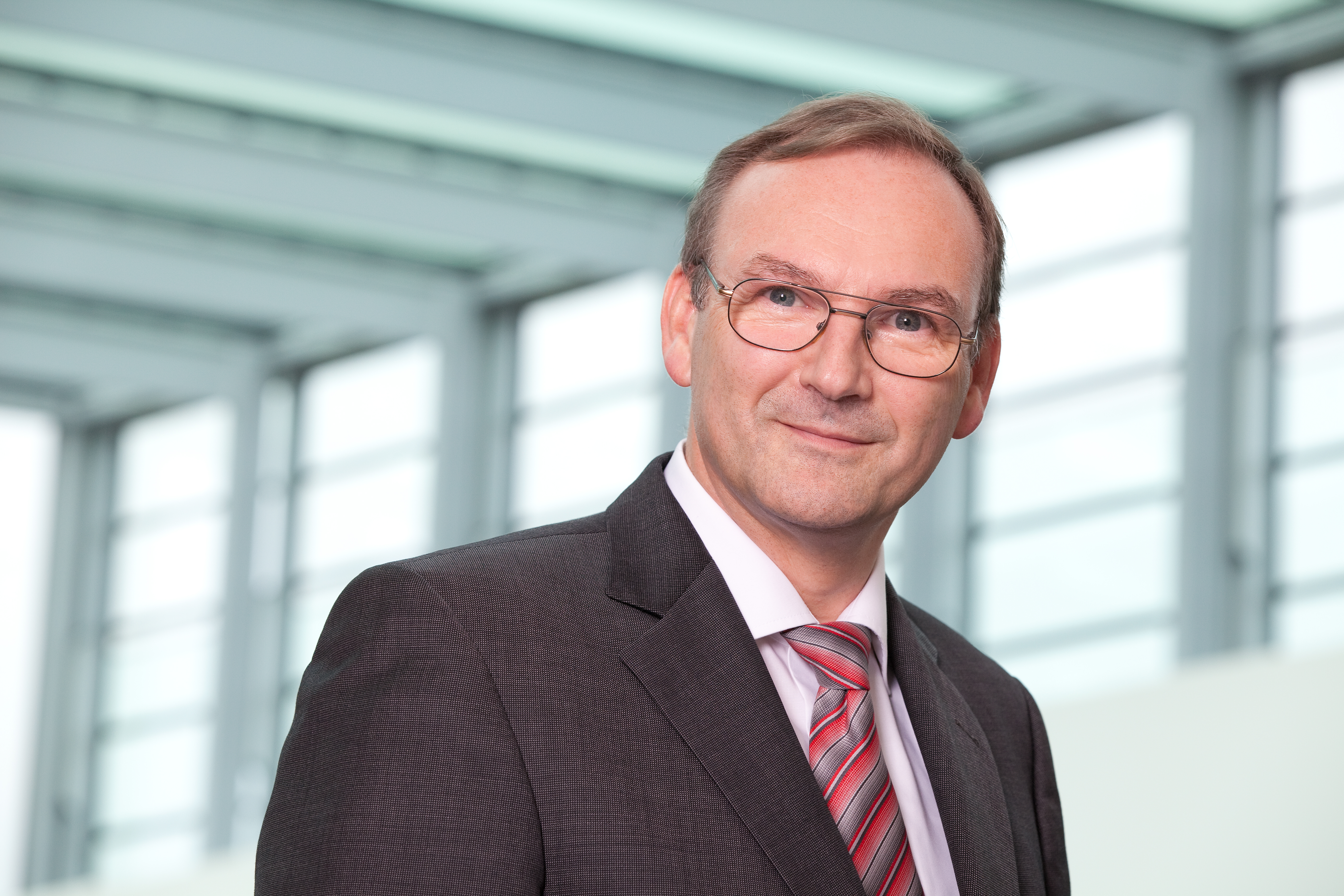
Heinz-Theo Wagner (2012)

Heinz-Theo Wagner (* 1959) ist ein  deutscher Wirtschaftsinformatiker und seit dem 1. Juli 2020 Director Research Office an der TUM, Campus Heilbronn, sowie seit dem 1. Oktober 2020 Forschungsprofessor für Digital Innovation Management an der Hochschule Neu-Ulm (HNU).

## Leben
Nach Abitur und Wehrdienst absolvierte Wagner ein Studium der Geographie mit Schwerpunkt Volkswirtschaftslehre an der Justus-Liebig-Universität Gießen mit Abschluss Diplom-Geograph im Jahr 1985. Nach einem anschließenden Zusatzstudium Operations Research an der RWTH Aachen wechselte er 1987 zur Siemens AG.
Berufsbegleitend studierte Wagner Wirtschaftswissenschaften an der FernUniversität Gesamthochschule Hagen mit den Schwerpunkten Marketing, Operations Research und Wirtschaftsinformatik mit Abschluss Diplom-Kaufmann im Jahr 1999 und schloss, ebenfalls berufsbegleitend eine Promotion an der Johann-Wolfgang-Goethe-Universität Frankfurt am Main an. Hier promovierte er 2006 im Fachgebiet Wirtschaftsinformatik zum Thema „A Resource-based Perspective on IT Business Alignment and Firm Performance: Theoretical Foundation and Empirical Evidence“ (summa cum laude).
Mit seinem Wechsel zur Siemens AG 1987 übernahm Wagner zunächst Funktionen im Management komplexer Projekte inklusive Krisenmanagement sowie als Senior Consultant, u. a. für IT-Themen und Themen der Betriebsorganisation. Im Anschluss führte er ein Consulting-Team und war als Gastrevisor in der Konzernrevision eingesetzt. Seit 2006 war Wagner als Operation Director in einem mittelständischen Unternehmen der Luftfahrtbranche zuständig für die Reorganisation von Geschäftsprozessen inklusive SAP-Integration, Aufbau Reporting-Systeme und Change Management.
2008 folgte er einem Ruf an die private German Graduate School of Management and Law (GGS) in Heilbronn (bis 2009: heilbronn business school (hbs)) für eine Professur für Management und Innovation, die er bis zum 30. September 2020 innehatte. Seit dem 1. Oktober 2020 bekleidet Wagner eine Forschungsprofessur an der Hochschule Neu-Ulm (HNU) und ist Direktor am CROSS – Center for Research on Service Sciences. Wagner befasst sich mit Lehre und Forschung auf den Gebieten des Innovationsmanagements, namentlich digitale Innovation, und dessen Organisation, der Rolle von Unternehmensnetzwerken sowie der informationstechnologischen Unterstützung und ist Autor von zahlreichen Artikeln in Konferenzen und wissenschaftlichen Zeitschriften sowie von Büchern.

## Publikationen (Auswahl)
- Drechsler, K., Gregory, R.W., Wagner, H.-T., Tumbas, S. 2020. At the Crossroads between Digital Innovation and Digital Transformation. Communications of the Association for Information Systems: 1–18
- Reibenspiess, V., Drechsler, K., Eckhardt, A., & Wagner, H.-T. 2020. Tapping into the wealth of employees‘ ideas: Design principles for a digital intrapreneurship platform. Information & Management,
- Drechsler, K., Wagner, H.-T., and Reibenspiess, V. 2019. "Risk and Return of Chief Digital Officers' Appointment - An Event Study," 40th International Conference on Information Systems, Munich, Germany, pp. 1–17.
- Schulz, M. & Wagner, H.-T. 2019. Digitale Transformation - Treiber für Innovationsmanagement bei Anwälten. In M. Schulz & A. Schunder-Hartung (Eds.), Recht 2030 – Legal Management in der digitalen Transformation: 311–333. Frankfurt am Main: Deutscher Fachverlag GmbH
- Shuradze, G., Bogodistov, Y., & Wagner, H.-T. 2018. The Role of Marketing-Enabled Data Analytics Capability and Organizational Agility for Innovation: Empirical Evidence from German Firms. International Journal of Innovation Management, 22(4): 1–32.
- Rothmann, W., Wenzel, M., & Wagner, H.-T. Forthcoming 2017. Technological opportunities and their rejection: A process perspective on organizational Lock-In. In B. Ran (Ed.), Contemporary perspectives on technological innovation, management and policy, Vol. 3. Charlotte, NC, USA: Information Age Publishing
- Beimborn, Daniel and Heinz-Theo Wagner, "Digitale Innovationen in Kreditinstituten? Ein Rueck- und Ausblick", In Sammelband zum Thema 'Innovationen und Innovationsmanagement in der Finanzbranche',  R. Smolinski, M. C. Bodek, M. Gerdes, and M. Siejka (Ed.), Springer Gabler, 2017, 169–195.
- Wenzel, M., Wagner, H.-T., & Koch, J. 2017. The funeral industry and the Internet: On the historical emergence and destabilization of strategic paths. European Journal of Information Systems, 26(4), 361–378.
- Schäfferling, A., & Wagner, H.-T. 2015. Exploring the capital market effects of IT capability: the case of ownership structure. Journal of Business Economics (previously: Zeitschrift für Betriebswirtschaft ZfB), DOI:10.1007/s11573-014-0757-x: 1–23.
- Wagner, H.-T., Beimborn, D. and Weitzel, T., " How Social Capital among IT and Business Units Drives Operational Alignment and IT Business Value," Journal of Management Information Systems, 31, 1, (2014), 1–44.
- Schlosser, F., Beimborn, D., Weitzel, T., & Wagner, H.-T. 2015. Achieving social alignment between business and IT: an empirical evaluation of the efficacy of IT governance mechanisms. Journal of Information Technology, 30: 119–135.
- Wagner, H.-T., Weitzel, T., Beimborn, D., Moos, B.: Unternehmensnetzwerke und Innovationserfolg: Eine empirische Untersuchung im produzierenden Gewerbe. ibidem-Verlag, Stuttgart 2011.
- Blumenberg, S., Wagner, H.-T., Beimborn, D.: Knowledge Transfer Processes in IT Outsourcing Relationships and their Impact on Shared Knowledge and Outsourcing Performance. In: International Journal of Information Management. Band 29, Nr. 5, 2009, S. 342–352.
- Martin, S. F., Wagner, H.-T., Beimborn, D.: Process Documentation, Operational Alignment, And Flexibility in IT Outsourcing Relationships: A Knowledge-Based Perspective. In: 29th International Conference on Information Systems, Paris, France. 2008, S. 1–18.
- Wagner, H.-T.: A Resource-based Perspective on IT Business Alignment and Firm Performance: Theoretical foundation and empirical evidence. ibidem-Verlag, Stuttgart 2007.